# 川口まゆ
川口 まゆ（かわぐち まゆ、1993年5月28日 - ）は、元三重テレビアナウンサー。

## 来歴
三重県津市出身。小学1年生時からエアロビック競技を開始し、中学3年時から岐阜県のチームに所属。大学在学時までプレーしており、3度の日本一を経験。法政大学スポーツ健康学部スポーツ健康学科に進学し、在学時は自主マスコミ講座に所属。また、アナウンススクールではテレビ朝日アスクに通っていた。20歳の時に地元津市のミスコンテスト「ミス津」に応募し、2013年度のミス津（津クイーン）に選出される。
2016年4月、三重テレビに入社。入社以後、ストレートニュース番組やローカル情報番組のアシスタントを担当。その後、2018年7月末付で三重テレビを退職。
退職後に再び上京し、大手化粧品会社の会長秘書職に転身。その後、電気興業に移籍し、同社代表取締役社長の秘書職兼広報を担当。社長である松澤幹夫がシンガーソングライター「MIKIO」として番組出演している事もあり、相手役として番組出演している。また、前述のエアロビック競技でも2018年のスズキジャパンカップ 第35回全日本総合エアロビック選手権大会にグループ名古屋代表で出場している。

## 出演番組

### テレビ

#### 三重テレビ時代
- とってもワクドキ!（アシスタント）
- 三重テレビニュースウィズ

### 退職以後

#### ラジオ
- DKK for the future~未来へ~（TOKYO FM、JFN系列局）※アシスタント - 2020年11月 - 2021年1月
- DJ MIKIO 飯島勲 今夜も一緒に語りましょう!（ニッポン放送）※アシスタント（事実上のナレーター） - 2021年1月3日 - 6月14日